# Patellidae
Patellidae es una familia taxonómica de caracoles marinos o lapas verdaderas, moluscos gastropodos marinos en el clado Patellogastropoda.
Conviene aclarar que la superfamilia Patelloidea no debe confundirse con el género de sonido similar de lapas verdaderas Patelloida que pertenece a la familia Lottiidae dentro de la superfamilia Lottioidea, también parte de Patellogastropoda.

## Taxonomía
Un cladograma que muestra las relaciones filogenéticas de Patellogastropoda basado en la investigación de filogenia molecular de Nakano & Ozawa (2007):
|  | \| \| Pectinodontidae \| \| \| \| \| \| Lepetidae \| \| \| \| |
|  |                                                               |
|  | Nacellidae                                                    |
|  |                                                               |
|  | Pectinodontidae                                               |
|  |                                                               |
|  | Lepetidae                                                     |
|  |                                                               |

|  | Pectinodontidae |
|  |                 |
|  | Lepetidae       |
|  |                 |

|  | \| \| Pectinodontidae \| \| \| \| \| \| Lepetidae \| \| \| \| |
|  |                                                               |
|  | Nacellidae                                                    |
|  |                                                               |
|  | Pectinodontidae                                               |
|  |                                                               |
|  | Lepetidae                                                     |
|  |                                                               |

|  | Pectinodontidae |
|  |                 |
|  | Lepetidae       |
|  |                 |

|  | \| \| Pectinodontidae \| \| \| \| \| \| Lepetidae \| \| \| \| |
|  |                                                               |
|  | Nacellidae                                                    |
|  |                                                               |
|  | Pectinodontidae                                               |
|  |                                                               |
|  | Lepetidae                                                     |
|  |                                                               |

|  | Pectinodontidae |
|  |                 |
|  | Lepetidae       |
|  |                 |

|  | \| \| Pectinodontidae \| \| \| \| \| \| Lepetidae \| \| \| \| |
|  |                                                               |
|  | Nacellidae                                                    |
|  |                                                               |
|  | Pectinodontidae                                               |
|  |                                                               |
|  | Lepetidae                                                     |
|  |                                                               |

|  | Pectinodontidae |
|  |                 |
|  | Lepetidae       |
|  |                 |

|  | \| \| Pectinodontidae \| \| \| \| \| \| Lepetidae \| \| \| \| |
|  |                                                               |
|  | Nacellidae                                                    |
|  |                                                               |
|  | Pectinodontidae                                               |
|  |                                                               |
|  | Lepetidae                                                     |
|  |                                                               |

|  | Pectinodontidae |
|  |                 |
|  | Lepetidae       |
|  |                 |

|  | \| \| Pectinodontidae \| \| \| \| \| \| Lepetidae \| \| \| \| |
|  |                                                               |
|  | Nacellidae                                                    |
|  |                                                               |
|  | Pectinodontidae                                               |
|  |                                                               |
|  | Lepetidae                                                     |
|  |                                                               |

|  | Pectinodontidae |
|  |                 |
|  | Lepetidae       |
|  |                 |

|  | \| \| Pectinodontidae \| \| \| \| \| \| Lepetidae \| \| \| \| |
|  |                                                               |
|  | Nacellidae                                                    |
|  |                                                               |
|  | Pectinodontidae                                               |
|  |                                                               |
|  | Lepetidae                                                     |
|  |                                                               |

|  | Pectinodontidae |
|  |                 |
|  | Lepetidae       |
|  |                 |

|  | \| \| Pectinodontidae \| \| \| \| \| \| Lepetidae \| \| \| \| |
|  |                                                               |
|  | Nacellidae                                                    |
|  |                                                               |
|  | Pectinodontidae                                               |
|  |                                                               |
|  | Lepetidae                                                     |
|  |                                                               |

|  | Pectinodontidae |
|  |                 |
|  | Lepetidae       |
|  |                 |

## Géneros
Los siguientes géneros se encuentran en la familia Patellidae:
- † Berlieria de Loriol, 1903
- Cymbula H. & A. Adams, 1854
- Helcion Montfort, 1810
- Patella Linnaeus, 1758
- † Proscutum P. Fischer, 1885
- Scutellastra H. Adams & A. Adams, 1854

## Usos humanos
En varios países se emplean algunas especies de lapas de esta familia como fuente de alimento.
Un estudio de Patella caerulea encontró que esta lapa redujo la cobertura de algas y percebes en paneles de acero suspendidos en agua de mar en un puerto comercial, lo que sugiere que la lapa podría usarse para inhibir el crecimiento desmedido que ocurre en los cascos de los barcos.